# Chris Carrabba
Christopher Andrew (Ender) Carrabba (geboren op 10 april 1975) is de zanger/gitarist van de Amerikaanse alternatieve emo-band Dashboard Confessional. Hij is afkomstig van West Hartford in Connecticut, maar woont nu in Boca Raton in Florida.
Carrabba kreeg zijn eerste gitaar van zijn oom toen hij 15 jaar oud was. Hij speelde er toen wel af en toe op, maar de meeste van zijn tijd stak hij in skateboarden. Pas een paar jaar later leerde hij goed gitaar spelen, en hij ging deel uitmaken van de Vacant Andys, een plaatselijke punkband (die platen uitbracht onder het onafhankelijke label Fiddler Records). Later maakte hij ook even deel uit van een andere band, The Agency, maar zijn echte doorbraak beleefde hij met Further Seems Forever, een energieke emo-rockband. Met deze band nam Carrabba het album The Moon Is Down op (Tooth & Nail Records, 2001).
Terwijl hij nog in Further Seems Forever zat, schreef Carrabba eigen nummers op zijn akoestische gitaar. Oorspronkelijk was hij van plan die nooit uit te brengen, aldus Carrabba in meerdere interviews, maar uiteindelijk overtuigden enkele vrienden hem om dat toch te doen. Dat deed hij in 2001, onder de naam "Dashboard Confessional", met het album The Swiss Army Romance.
Het succes van Dashboard Confessional groeide snel en nog in datzelfde jaar besloot Chris Carrabba Further Seems Forever te verlaten om zich ten volle op zijn soloproject te kunnen concentreren. Ondertussen is Dashboard Confessional uitgegroeid tot een volwaardige band, al toert Carrabba traditioneel enkele keren per jaar solo (ook onder de naam "Dashboard Confessional").

## Trivia
- Lang voordat er van Dashboard Confessional sprake was, was Chris Carrabba after-school camp counselor in een lagere school in Florida (met name de J.C. Mitchell Elementary in Boca Raton).
- Carrabba heeft van nature een blonde lok in zijn - voor het overige - donkerbruine haarbos; die lok verft hij altijd bruin.
- Chris Carrabba is behoorlijk klein van gestalte: 1 meter en 65 centimeter.
- Zijn naam wordt bijzonder vaak verkeerd geschreven - wees dus niet verbaasd als je (op het internet) zijn naam gespeld als "Carraba" of "Carabba" tegenkomt.